# 牛ヶ岳

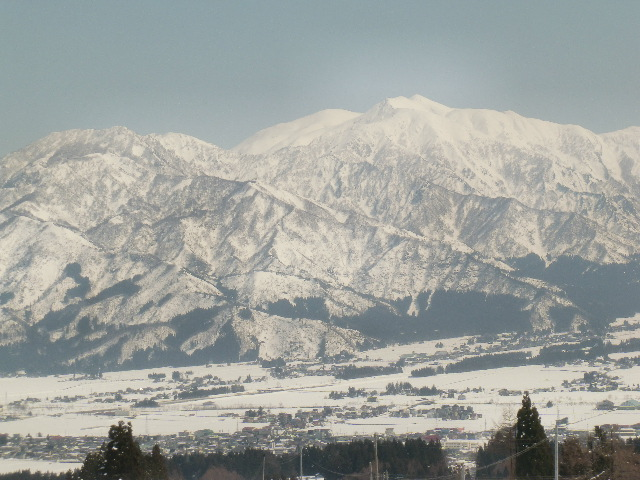
栃窪から望む冬の金城山・牛ヶ岳・割引岳

牛ヶ岳（うしがだけ）は、群馬県利根郡みなかみ町と新潟県南魚沼市の境にある三国山脈に属する山。巻機山の東端に隣接している。
巻機山頂から牛ヶ岳へ向かう途中に、ニッコウキスゲの群生があるほか、群馬県側に矢木沢ダムが望める。

## 登山ルート
- 山頂までは、南魚沼市清水（桜坂駐車場）より井戸尾根またはヌクビ沢のルートがある。所要時間は、前者は巻機山の尾根を経由して約4時間30分、後者は約5時間30分とされる。なお、後者については2012年現在、平成23年7月新潟・福島豪雨の被害により入山禁止となっている。
- 巻機山避難小屋（標高 1820m・収容人数 30人） [1]。

## 周辺の山々
- 三ツ石山 (みついしやま) 1,586m・小沢岳 (おざわだけ) 1,940m・下津川山・本谷山 (ほんたにやま) 1,870m・越後沢山 (えちごさわやま) 1,860.8m・丹後山
- 巻機山・割引岳
- 栂ノ頭 (つがのかしら)1928m [2]・米子頭山・居頭山(いがしらやま)1627.7m[3]・柄沢山・檜倉山・大烏帽子山・朝日岳

## 交通
- 関越自動車道 塩沢石打インターチェンジより、新潟県道28号塩沢大和線・国道291号を経由し約25分。[4]
- JR上越線・北越急行ほくほく線 六日町駅より南越後観光バス清水行で約30分。[5]清水停留所より登山口（桜坂駐車場）まで徒歩で約60分。[6]